# Antonio Veić
Antonio Veić (* 18. Februar 1988 in Mali Lošinj, SR Kroatien) ist ein ehemaliger kroatischer Tennisspieler und heutiger -trainer.

## Karriere

### 2007: Startschwierigkeiten und erste Future-Erfolge
Veić, der seit seinem sechsten Lebensjahr Tennis spielte, begann 2006 seine Profikarriere. Er kam bei Future-Turnieren anfangs selten über die frühen Runden hinaus und alle Versuche, sich für Challenger-Events zu qualifizieren, scheiterten.
Im Juli 2007 erreichte Veić sein erstes Future-Finale, welches er in zwei Sätzen gegen Andreas Beck verlor. Wenige Wochen später scheiterte er erneut in einem Finale, bevor er sich in Kroatien durch ein 6:4, 6:3 gegen Darko Mađarovski seinen ersten Turniersieg sicherte. Zudem gewann er das dortige Doppelturnier. Diese Erfolge brachten ihn unter die Top 500 der Weltrangliste.

### 2008–2009: Weitere Turniersiege und erste Challenger-Erfolge
Im April 2008 unterlag Veić in Italien erneut in einem Finale, feierte aber zwei Wochen darauf seinen zweiten Future-Turniersieg. Wenig später gelang ihm die Qualifikation für das Challenger-Turnier in Zagreb, wo er in der ersten Runde gegen Blaž Kavčič gewann und anschließend von der Aufgabe des Top-100-Spielers Denis Gremelmayr profitierte, bevor er gegen Pere Riba ausschied. Gute Ergebnisse auf Challenger-Ebene blieben jedoch vorerst eine Ausnahme, sodass Veić wieder bei Future-Turnieren antreten musste, wo er im November im Iran das Endspiel gegen Alexander Satschko gewann.
Seinen letzten Turniersieg bei einem Future errang Veić im März 2009 in Kroatien. Im April des gleichen Jahres zog er in Monza erstmals in ein Challenger-Finale ein, welches er gegen den Spanier David Marrero verlor.

### 2010–2011: Grand-Slam-Debüt
Veić qualifizierte sich 2010 für das Hauptfeld der Australian Open und besiegte dort Daniel Köllerer in fünf Sätzen. In der zweiten Runde traf er auf Gaël Monfils und unterlag dem Franzosen glatt in drei Sätzen. Im Oktober des Jahres befand er sich auf Rang 157 der Weltrangliste, seiner bislang besten Platzierung.
2011 absolvierte er erfolgreich die Qualifikation zu den French Open und gewann gegen seinen Erstrundengegner Pablo Cuevas, der verletzungsbedingt im fünften Satz aufgeben musste. In der zweiten Runde besiegte er überraschend die Nummer 30 der Welt, Nikolai Dawydenko, mit 3:6, 6:2, 7:5, 3:6, 6:1. Anschließend traf er auf den Weltranglistenersten Rafael Nadal, dem er chancenlos in drei Sätzen unterlag. Im weiteren Jahresverlauf konnte er sich im Einzel für drei weitere Hauptrunden auf der ATP Tour qualifizieren, erreichte jedoch nicht mehr als die zweite Runde. Im Doppel gelang ihm beim Neapel-Challenger an der Seite von Juri Schtschukin sein erster Challenger-Turniersieg.

### 2012–2015: Letzte Jahre im Profitennis
Im März 2012 erreichte Veić das Finale des Challenger-Turniers in Santiago de Chile, das er gegen Paul Capdeville verlor. Einen Monat später besiegte er beim Finale des Challengers im brasilianischen Blumenau denselben Finalgegner wie in Santiago und somit seinen einzigen Challenger im Einzel. Im Mai erreichte er mit Rang 119 seine höchste Weltranglistenposition im Einzel. Auch im Doppel war 2012 mit vier Challenger-Siegen sein erfolgreichstes Jahr. An der Seite von Blaž Kavčič gewann er in Florianópolis, mit Marcel Felder in Caltanissetta und mit seinem Landsmann Nikola Mektić in Arad und Montevideo. Die beste Platzierung seiner Karriere erreichte er mit Rang 120 in der Doppelweltrangliste.
Den Doppelsieg in Arad konnte er jeweils in den beiden Folgejahren an der Seite von Franko Škugor wiederholen. Ab 2013 konnte er jedoch kein Einzelmatch auf der ATP Tour gewinnen. Im Jahr 2014 erreichte er bei den Challenger-Turnieren in San Marino und Trnava die Finalrunde, die beide verloren gingen. Nachdem er in der Weltrangliste ab 2012 stetig abgefallen war, spielte er 2015 sein letztes Profiturnier und beendete er seine Karriere.

## Erfolge
| Legende (Anzahl der Siege)  |
| Grand Slam                  |
| ATP World Tour Finals       |
| ATP World Tour Masters 1000 |
| ATP World Tour 500          |
| ATP World Tour 250          |
| ATP Challenger Tour (8)     |

### Einzel

#### Turniersiege
| Nr. | Datum          | Turnier  | Belag | Finalgegner     | Ergebnis             |
| --- | -------------- | -------- | ----- | --------------- | -------------------- |
| 1.  | 15. April 2012 | Blumenau | Sand  | Paul Capdeville | 3:6, 6:4, 5:2 aufgg. |

### Doppel

#### Turniersiege
| Nr. | Datum            | Turnier       | Belag | Partner          | Finalgegner                          | Ergebnis          |
| --- | ---------------- | ------------- | ----- | ---------------- | ------------------------------------ | ----------------- |
| 1.  | 2. Oktober 2011  | Neapel        | Sand  | Juri Schtschukin | Hsieh Cheng-peng Lee Hsin-han        | 6:75, 7:5, [10:8] |
| 2.  | 4. März 2012     | Florianópolis | Sand  | Blaž Kavčič      | Javier Martí Leonardo Tavares        | 6:3, 6:3          |
| 3.  | 10. Juni 2012    | Caltanissetta | Sand  | Marcel Felder    | Daniel Gimeno Traver Iván Navarro    | 5:7, 7:65, [10:6] |
| 4.  | 8. Juli 2012     | Arad (1)      | Sand  | Nikola Mektić    | Marin Draganja Dino Marcan           | 7:65, 4:6, [10:3] |
| 5.  | 4. November 2012 | Montevideo    | Sand  | Nikola Mektić    | Blaž Kavčič Franko Škugor            | 6:3, 5:7, [10:7]  |
| 6.  | 8. Juni 2013     | Arad (2)      | Sand  | Franko Škugor    | Facundo Bagnis Júlio César Campozano | 7:65, 4:6, [11:9] |
| 7.  | 7. Juni 2014     | Arad (3)      | Sand  | Franko Škugor    | Radu Albot Artem Sitak               | 6:4, 7:63         |